# Bergby
För andra betydelser, se Bergby (olika betydelser).
Bergby är en tätort i Gävle kommun och kyrkbyn i Hamrånge socken. 

## Historia
Namnet Bergby gavs en station på Ostkustbanan när den drogs genom bygden 1925. Stationen var belägen på ägorna till byn Vi (äldre stavningar Wij och Vij), söder om själva byn och norr och öster om byn Bergs ägor, öster om byn och Hamrångeån och norr om Hamrånge kyrka. På västra sidan om Hamrångeån, ligger byn Berg känd sedan 1443, 1480 som Berghy och Bärga. Stationens namn kom senare att bli namn för de två sammanväxta byarna, Vi och huvuddelen av Berg. Bebyggelsen har sedan expanderat vidare och tätorten omfattar numera även i norr byn Vifors och i nordväst Fors.

## Befolkningsutveckling
| Befolkningsutvecklingen i Bergby 1950–2020                               | Befolkningsutvecklingen i Bergby 1950–2020 | Befolkningsutvecklingen i Bergby 1950–2020 | Befolkningsutvecklingen i Bergby 1950–2020 | Befolkningsutvecklingen i Bergby 1950–2020 |
| ------------------------------------------------------------------------ | ------------------------------------------ | ------------------------------------------ | ------------------------------------------ | ------------------------------------------ |
|                                                                          |                                            |                                            |                                            |                                            |
| År                                                                       |                                            |                                            | Folkmängd                                  | Areal (ha)                                 |
| 1950                                                                     | 1950                                       |                                            | 1 193                                      |                                            |
| 1960                                                                     | 1960                                       |                                            | 914                                        |                                            |
| 1965                                                                     | 1965                                       |                                            | 932                                        |                                            |
| 1970                                                                     | 1970                                       |                                            | 961                                        |                                            |
| 1975                                                                     | 1975                                       |                                            | 989                                        |                                            |
| 1980                                                                     | 1980                                       |                                            | 928                                        |                                            |
| 1990                                                                     | 1990                                       |                                            | 838                                        | 191                                        |
| 1995                                                                     | 1995                                       |                                            | 815                                        | 191                                        |
| 2000                                                                     | 2000                                       |                                            | 834                                        | 191                                        |
| 2005                                                                     | 2005                                       |                                            | 815                                        | 191                                        |
| 2010                                                                     | 2010                                       |                                            | 816                                        | 189                                        |
| 2015                                                                     | 2015                                       |                                            | 1 549                                      | 467                                        |
| 2020                                                                     | 2020                                       |                                            | 1 498                                      | 432                                        |
| Anm.: Tätorten sammanvuxen 2015 med tätorterna Hamrångefjärden och Totra |                                            |                                            |                                            |                                            |

## Samhället
I Bergby finns Hamrånge kyrka och Hamrånge sockens sädesmagasin, en tidig variant av böndernas bank.
Samhällsservice och närservice finns i form av bland annat butiker, vandrarhem, restaurang, bibliotek, apotek, sjukvård och veterinär. Nära till hands finns även naturreservatet Hådells gammelskog, motionsspår och möjlighet till fiske i Hamrångeån.
En möjlig litiumfyndighet i närheten av Bergby undersöks.